# Thelypteris hydrophila
Thelypteris hydrophila là một loài thực vật có mạch trong họ Thelypteridaceae. Loài này được (Fée) Proctor miêu tả khoa học đầu tiên năm 1959.